# Ätherisches Wasser
Als ätherisches Wasser, abgezogenes oder aromatisches Wasser bezeichnet man destilliertes Wasser, dem ätherische Öle zugesetzt werden. Davon zu unterscheiden sind die Hydrolate, die als Nebenprodukt bei der Wasserdampfdestillation ätherischer Öle anfallen oder gezielt als Hauptprodukt gewonnen werden. Sie enthalten die wasserlöslichen Bestandteile des Destillationsvorganges sowie in geringen Spuren auch ätherische Öle.

## Herstellung und Gewinnung
Ätherische Wässer werden bei der Herstellung ätherischer Öle durch Destillation gewonnen. Zuweilen bereitet man sie aber auch als Hauptprodukt, indem man von derselben Quantität Pflanzenstoffe mehr Destillat abzieht.
Sind die Pflanzenstoffe arm an ätherischem Öl, so muss man das einmal destillierte Wasser wiederholt über mehrere Portionen derselben abziehen und unterscheidet dann im Handel z. B. Aqua naphae simplex, duplex und triplex.
Je reicher solche Wässer an ätherischem Öl sind, umso besser sind sie haltbar. Häufig werden die ätherischen Wässer auch unter Zusatz von Spiritus hergestellt und sind dann nicht nur haltbarer, sondern auch imstande, mehr ätherisches Öl aufzunehmen. Man muss die ätherischen Wässer in gut verschlossenen Gefäßen an einem sehr kühlen Ort aufbewahren.
Für Aromapflege und -therapie eignen sich eher die Hydrolate, die nur zum Zwecke der Haltbarkeit mit Weingeist versetzt werden. Sie liegen meist im sauren pH-Bereich und können kühl 12–16 Monate gelagert werden.

## Verwendung
Sie finden in der Medizin, Parfümerie und Likörfabrikation Anwendung.
Die Herstellung von Orangenblüten-, Rosen-, Bittermandel- und Kirschlorbeerwasser bildet im südlichen Frankreich wie auch in einem Teil Sardiniens einen wichtigen Industriezweig.
Von den offizinellen ätherischen Wässern sind am wichtigsten:
- Bittermandelwasser (Aqua amygdalarum amararum),
- weingeistiges Zimtwasser (Aqua cinnamomi),
- Orangenblütenwasser (Aqua florum aurantii),
- Fenchelwasser (Aqua foeniculi),
- Kirschlorbeerwasser (Aqua laurocerasi),
- Krauseminzwasser (Aqua menthae crispae),
- Pfefferminzwasser (Aqua menthae piperitae),
- Rosenwasser (Aqua rosae),
- Himbeerwasser (Aqua rubi idaei).